# 床上戏
《床上戏》（法語：Scènes de lit）是一部1998年的法国短篇電影，由法蘭索瓦·歐容执导。

## 剧情
这部短片由七个场景组成，探讨了两个人一起上床时可能带来的意外和刺激。在影片的各对情侣中，只有一对曾经一起睡过，其余的都是刚认识不久的陌生人：妓女与嫖客、年长女性与跟踪她回家的年轻男子、两对好友、同性戀男子与异性恋男子、女子与对水和肥皂极度排斥的男子，以及男子与坚持开灯做爱的女子。

### 黑洞
一名嫖客来到一位以能在口交时唱法国国歌而闻名的妓女处。她要求关灯。嫖客突然开灯时，发现身旁放着一只玻璃眼（妓女用空洞的眼眶完成了“口交”）。

### 清洁先生
一名女性来到一名男性的床上，为了来一次一夜情。两人简单聊天后，男性的卫生习惯被揭露出来。女性感到厌恶，迅速离开了，甚至连自己的内裤也不要了。

### 女士
一位年轻男子尾随一名年长女性来到她的床上。她犹豫是否要与他发生关系，因为她曾多年与同一名男子结婚，自从分手后再未与任何男人发生过性关系。

### 正反游戏
一名男子与一名女子并排躺在床上，反方向躺着，彼此的头靠近对方的脚。他们轮流从100倒数到69。

### 理想男人
两位好友进行了一场模拟：黑发女性扮演金发女性的爱人，而金发女性则表达自己对“爱人”的真实感受。黑发女性告诉金发女性，她理想中的男人在现实中并不存在，随后向她坦白了自己的爱意，两人接吻。

### 黑暗中的爱
一名男子邀请一名女性到他的公寓一夜情。他坚持在关灯的情况下发生关系，但这让女性觉得自己被侮辱，认为对方嫌弃她长得丑，于是拒绝了他。由于错过了最后一班火车，女性留在了他的床上过夜。半夜，他请求对方允许他自慰。

### 处男
一名从未与女性有过性经历的同性恋男子，与一名从未与男性有过性经历的异性恋男子同床。两人聊天，互相口交，最后接吻。

## 获奖
- 1998年 - 阿维尼翁节获奖。